# Градски вестник
„Градски вестник“ е частен всекидневен вестник, издаван в Перник. Първият брой излиза на 19 август 1993 г. Разпространява се в градовете Перник, Брезник, Радомир, Трън, Ковачевци, Земен и други селища от Пернишка област.
Главният редактор е Михаил Михайлов.
Цялостният живот в Пернишка област – икономическия, финансов, политически, спортен и културен живот – намира място на страниците на вестника. С проблемни статии, анализи и журналистически разследвания се отразяват най-горещите теми от ежедневието на региона.